# Puig de la Sardina
El Puig de la Sardina és una muntanya de 436 metres que es troba al municipi de Roses, a la comarca catalana de l'Alt Empordà.